# يوم في حياة عبد سلامة
يوم في حياة عبد السلامة: تشريح مأساة القدس هو كتاب صدر عام 2023 للصحفي ناثان ثرال، ونشرته دار ماكميلان. يتناول الكتاب تفاصيل حادث سير وقع عام 2012 يتعلق بحافلة مدرسية أدى إلى مقتل عدد من الأطفال الفلسطينيين ومعلم. يستكشف الكتاب كيف أدت مجموعة لا حصر لها من التدابير الأمنية، بما في ذلك جدار الفصل ونقاط التفتيش العسكرية، والفصل القسري في الضفة الغربية بين المستوطنات الإسرائيلية والفلسطينيين، والقيود البيروقراطية على حرية حركة المواطنين الفلسطينيين، إلى تأخيرات طويلة في الرعاية الطارئة للأطفال، وهي العقبات التي يزعم المؤلف أنها من صنع الإنسان بالكامل. تدور أحداث الكتاب حول والد (عبد السلام) أحد الأولاد الذين أصيبوا في الحادث أثناء بحثه عن ابنه (ميلاد). أبلغ ثرال في البداية عن الحادث في مقال نُشر عام 2021 في مجلة نيويورك ريفيو أوف بوكس وقام بتوسيع محتويات المقال في كتاب نُشر عام 2023.
حصل الكتاب على جائزة بوليتسر لعام 2024 للكتابات غير الروائية العامة وكان من المرشحين النهائيين لجائزة أورويل للأدب السياسي.

## عن الكتاب
يتناول الكتاب حادث سير وقع عام 2012، حيث اصطدمت حافلة مدرسية تقل رياض أطفال فلسطينيين ومعلميهم على الطريق السريع رقم 60 بشاحنة وانقلبت. اندلعت النيران في حافلة مدرسية وأصيب العديد من الركاب بحروق بالغة، ولقي ستة طلاب ومعلم واحد حتفهم في الحادث. كان هذا الجزء من الطريق السريع رقم 60 سيئ الصيانة، وكان يسافر عليه في الغالب فلسطينيون (بينما كان الإسرائيليون يستخدمون طريقا سريعا مكتملا حديثا في مكان قريب). رغم أن مستوطنة إسرائيلية كانت على بعد دقائق قليلة، إلا أن خدمات الطوارئ تأخرت بشكل كبير في الوصول إلى مكان الحادث، ودخل مواطنون عاديون الحافلة المحترقة لإنقاذ الضحايا ونقل المصابين إلى المستشفيات المحلية في سيارات خاصة. كما قام موظفو الصحة التابعون للأمم المتحدة كجزء من وكالة الأمم المتحدة لإغاثة وتشغيل اللاجئين الفلسطينيين في الشرق الأدنى (الأونروا) برعاية الضحايا، وفي نهاية المطاف قام موظفو الطوارئ الإسرائيليون بذلك. كان من بين الأطفال الذين كانوا على متن الحافلة الطفل ميلاد سلامة البالغ من العمر خمس سنوات والذي تم نقله إلى مستشفى محلي وتوفي لاحقاً متأثراً بجراحه. تتحدث الرواية عن محاولات الأب المطولة للعثور على ابنه في أعقاب المأساة، ولم يكن عبد السلامة يحمل بطاقة الهوية الزرقاء الخاصة بالفلسطينيين في الضفة الغربية، مما جعل التنقل عبر نقاط التفتيش العسكرية صعباً بشكل خاص.
يتناول الكتاب حياة عبد السلامة المبكرة، بما في ذلك علاقاته السابقة وحياته العائلية، ويصف الكتاب أيضًا كيف أثر الاحتلال الإسرائيلي للضفة الغربية على حياة سلامة، وكيف دمرت الحكومة الإسرائيلية العديد من طموحاته. خلال الانتفاضة الأولى 1987-1993، أغلقت الحكومة الإسرائيلية الجامعات الفلسطينية في الضفة الغربية، مما منع سلامة من الالتحاق بالجامعة. حاول الحصول على تأشيرة للدراسة في الخارج، لكن الحكومة الإسرائيلية رفضت طلبه. انضم سلامة لاحقًا إلى الجبهة الديمقراطية لتحرير فلسطين وتم اعتقاله وتعذيبه في عام 1989. قد مثله في المحكمة العسكرية المحامية الإسرائيلية ليا تسيمل، وأدين سلامة بناء على بيان طرف ثالث يوثق أنشطته غير القانونية، والذي لم يتمكن من تقديم شهادته أثناء القضية. أمضى سلامة ستة أشهر في سجن النقب. يوثق ثرال كيف يؤدي السجن الجماعي للفلسطينيين في الضفة الغربية إلى تدمير المجتمع؛ حيث يتم سجن أطفال تصل أعمارهم إلى 12 عامًا بسبب جرائم مثل إلقاء الحجارة على الجنود. وفيما يتعلق بالاعتقالات الجماعية، أشار ثرال إلى أن الفلسطينيين الذين يواجهون المحاكم العسكرية في الضفة الغربية يُدانون بارتكاب جرائم بنسبة 99.7%، وأن 700 ألف فلسطيني تم اعتقالهم خلال الاحتلال، وهو ما يمثل 40% من جميع الرجال والفتيان في الضفة الغربية.
يوثق الكتاب أيضًا حياة آباء فلسطينيين آخرين بحثوا عن أبنائهم في ذلك اليوم المأساوي، بالإضافة إلى إسرائيليين وفلسطينيين آخرين مرتبطين بالمأساة. كما يوثق ثرال كيف سارعت طبيبة الغدد الصماء هدى دحبور، التي كانت تعمل في عيادة متنقلة تابعة للأونروا، إلى مساعدة ضحايا المأساة. وأوضحت لثرال أن ابنها سُجن من قبل الحكومة الإسرائيلية بسبب إلقائه الحجارة على جنود جيش الاحتلال الإسرائيلي. ويوثق ثرال أيضًا كيف يعمل بعض الإسرائيليين على تحسين العلاقات مع جيرانهم الفلسطينيين. يصف ثرال كيف يعمل آدي شبيتر (من مستوطنة عناتوت اليهودية) على تحسين العلاقات مع السلطة الفلسطينية من خلال العمل مع الممثل المحلي إبراهيم سلامة (ابن عم عابد)، وكيف تم الكشف عن الصدمات التي عانى منها المسعف الإسرائيلي إيدالد بنشتاين في الماضي بعد أن اهتم بضحايا الحادث، وكيف جمع دولي ياريف التبرعات المالية لمساعدة ضحايا المأساة، وخلص ثرال إلى أن المأساة كانت نتيجة لنظام الفصل القسري (طرق منفصلة، ومدن، ومدارس)، والإهمال المتعمد للبنية الأساسية الفلسطينية، وإنكار الحقوق الفلسطينية بما في ذلك الحرمان العسكري من حرية التنقل. وخلص ثرال إلى أن المأساة كان من الممكن منعها وأنها نتيجة للنظام القمعي الذي يعيش فيه الفلسطينيون.

## نقد الكتاب
في مقال كتبته لصحيفة نيويورك تايمز، ذكرت روزينا علي أن ثرال كان قادرًا على توثيق النظام السياسي القمعي الذي يعيش في ظله الفلسطينيون بدقة دون تضمين أي تحيزات سياسية. في مقال كتبه لصحيفة الغارديان، ذكر أليكس بريستون أنه في أعقاب عملية طوفان الأقصى وحرب غزة؛ " كتاب مثل يوم في حياة عبد سلامة يفيض بالتعاطف والفهم اللازمين في وقت كهذا". كما ذكر بريستون أن ثرال تناول الصراع الإسرائيلي الفلسطيني بتعمق، مقارنًا تقريره برواية كولوم ماكان " أبيرعون ".